# Rowley Shoals

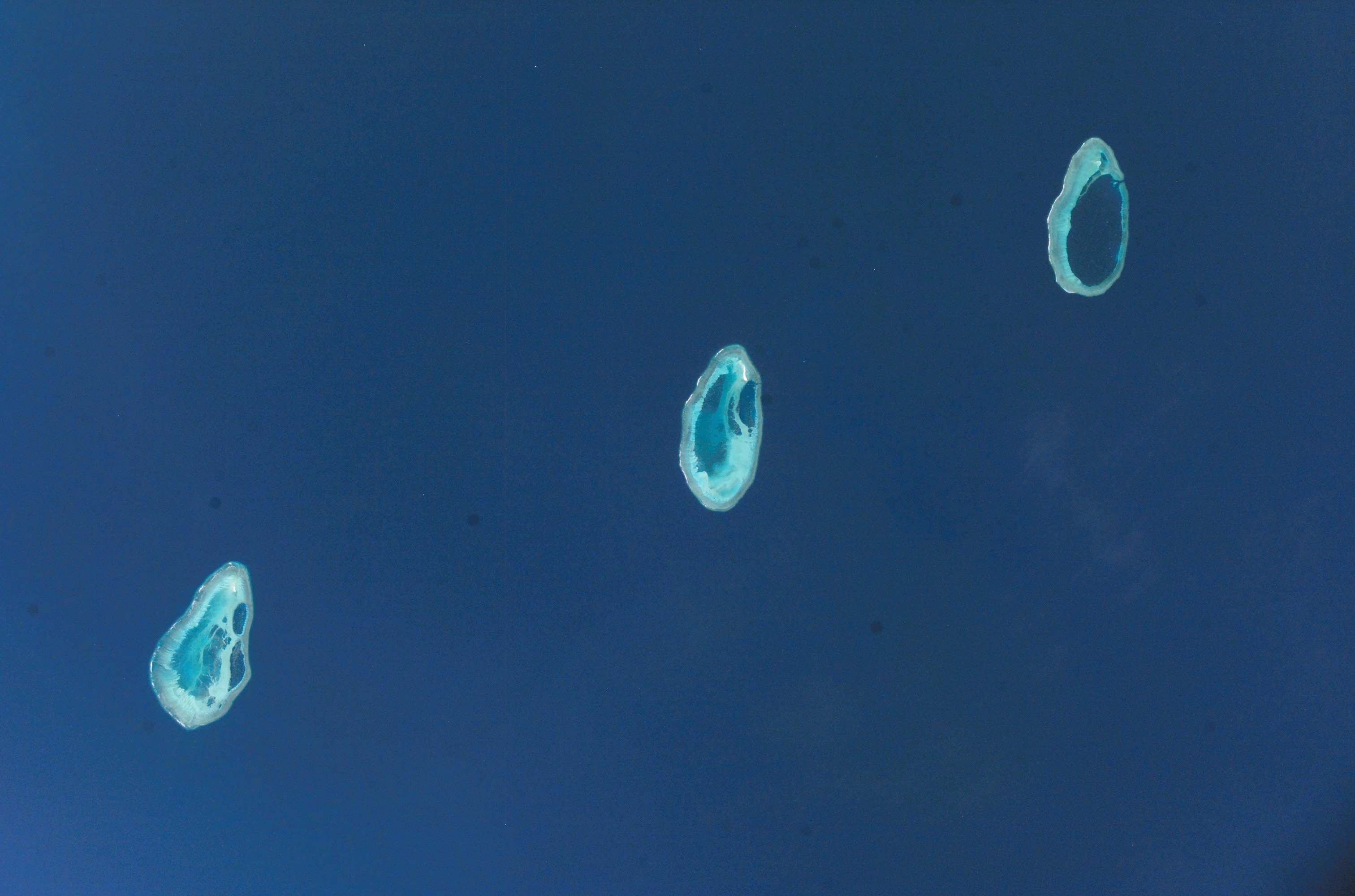
Rowley Shoals.

Los Rowley Shoals son un grupo de tres arrecifes coralinos tipo atolones en la zona sur del mar de Timor, a unos 260 km al oeste de Broome en la costa noroeste de Australia, ubicados en las coordenadas 17°20′S 119°20′E / -17.333, 119.333, en el borde de uno de los más amplias plataformas continentales del mundo. Cada atolón abarca un área de unos 80 a 90 km² dentro del borde del arrecife, incluidas las lagunas costeras, mientras que las zonas de tierra firme tienen una superficie ínfima. Pertenecen al estado de Australia Occidental. Todos ellos se elevan de forma pronunciada del fondo marino circundante. Al noreste se encuentran los arrecifes de Scott y Seringapatam que se alzan sobre la misma plataforma submarina. 

## Designación e historia
Los Rowley Shoals fueron bautizados en 1818 por el capitán Phillip Parker King en honor del capitán Rowley quien los había avistado en 1800 y denominado al arrecife 'Imperieuse'. Se cree que los arrecifes Rowley Shoals han sido visitados por pescadores provenientes de Indonesia, por lo menos desde mediados del siglo XVIII. Los pescadores también recolectaban o cazaban Trepang (holothurians o pepinos de mar), caparazones de tortuga, caparazones de caracoles trochus y aletas de tiburón.
Se cree que estos primeros visitante denominaban a los Rowley Shoals con el nombre de Pulau Pulo Dhaoh. Posteriormente, los Rowley Shoals fueron visitados por pescadores de la isla de Roti, sur de Timor, que los denominaban Pulau Bawa Angin. Cada uno de los arrecifes tenían sus nombres, Mermaid era llamado Pulau Manjariti, el arrecife Clerke era Pulau Tengah y el arrecife Imperieuse Pulau Matsohor.